# Alianza Democrática para el Cambio
La Alianza Democrática para el Cambio (en portugués: Aliança Democrática para a Mudança) o ADM por sus siglas en portugués, fue una coalición política de centroderecha establecida en Cabo Verde a principios de la década de 2000 y liderada por Jorge Carlos Fonseca.

## Historia electoral
La ADM fue establecida a finales de 2000 para las elecciones parlamentarias de enero de 2001. Era una alianza entre el Partido de la Convergencia Democrática, la Unión Caboverdiana Independiente y Democrática, y el Partido del Trabajo y la Solidaridad. La Alianza recibió 6% de los votos, ganando tan solo dos escaños en la Asamblea Nacional.  En las elecciones presidenciales de 2001, su candidato, Jorge Carlos Fonseca, recibió casi el 4% de los votos, quedando tercero tras Pedro Pires y Carlos Veiga.
La Alianza se dividió antes de las elecciones parlamentarias de 2006, y el Partido Convergencia Democrática no participó en las mismas.